# Державна атестація
Державна атестація — для осіб, які закінчують вищі навчальні
заклади — встановлення відповідності рівня якості отриманої ними
вищої освіти вимогам стандартів вищої освіти по закінченню
навчання за напрямом, спеціальністю.